# Astrocartografie
Sinds eeuwenlang worden sommige steden aan bepaalde tekens van de dierenriem  gekoppeld. Astrocartografie is een moderne benadering hiervan en geeft de betekenis van de verschillende huizen in een horoscoop weer, als die op verschillende locaties in de wereld worden toegepast.

## De betekenis van de plaats
Claudius Ptolemaeus  is de eerste astroloog die de verbanden tussen de verschillende plaatsen op aarde en de constellaties heeft vastgelegd. In de loop van de jaren zijn sommige plaatsen op de aarde in de astrologie heel belangrijk geworden. 
Sommige mensen identificeren zich sterk met bepaalde plaatsen. Vooral Jim Lewis, een Amerikaanse astroloog heeft zich met dit fenomeen beziggehouden. Zo kwam de astrocartografie tot stand.  
Zijn systeem houdt in dat bij de vier hoekposities van de tien planeten van de radix op een wereldkaart plaatst. Op deze kaart zijn de verschillende krachtzones te zien; ze koppelt bepaalde elementen van de persoonlijkheid aan plaatsen die daarmee verband houden. 
Venetië  bijvoorbeeld wordt beschouwd als een stad van de Weegschaal en zo valt op te merken dat een persoon met de Zon in Weegschaal Venetië erg graag zal bezoeken.

## De astrocartografie en de horoscopen
De astrocartografie kan in samenhang met horoscopen mensen helpen die advies zoeken over bijvoorbeeld een verhuizing,  omdat ze een andere job aangeboden krijgen.  Er bestaan twee manieren om de nodige informatie te vinden: in de eerste plaats  handmatige berekeningen en de radix, ten tweede door de software van Lewis. 

## Eerste methode Handmatige berekeningen
De handmatige berekening om een horoscoop opnieuw te lokaliseren is de meest traditionele en eenvoudige manier. Je moet nl. de radix voor een andere locatie opnieuw berekenen in, plaats van dat voor de geboorteplaats te doen. 
Eerst neem je de geboortegegevens, bijvoorbeeld: 9 september 1967 Frankrijk. Vervolgens bereken je de horoscoop voor een nieuwe locatie, bijvoorbeeld San Francisco. De positie van de planeten is dezelfde, maar omdat de horoscoop zich naar San Francisco heeft verplaatst, heeft hij andere hoeken en huisposities. Deze hebben een grote invloed, want je kunt zien hoe die persoon deze verhuizing ervaart, hoe hij reageert op de buitenlandse stad en het effect daarvan op zijn persoonlijk en beroepsleven.
Bij deze methode is het erg belangrijk of er ja dan nee een planeet op een hoek van de nieuwe horoscoop valt.  

## Astrocartografiehoroscopen interpreteren
Een astrocartografiekaart laat de baan van de zon, de maan en alle andere planeten zien en hoe die reizen. Deze methode om een horoscoop te lezen ziet er ingewikkeld uit, maar met een beetje basiskennis is ze niet zo moeilijk. 
De doorgetrokken verticale lijnen laten zien waar elke planeet het hoogste punt bereikt op de Midhemel. De gestippelde verticale lijnen tonen het laagste punt van elk planeet. De sterk gebonden lijnen beschrijven het op- en ondergaan van elke planeet.